# اساسینز کرید: سرکش

نماگرفتی از گیم‌پلی بازی

اساسینز کرید: سرکش (به انگلیسی: Assassin's Creed Rogue) یک بازی ویدئویی تاریخی در سبک اکشن-ماجراجویی است که توسط یوبی‌سافت سوفیا توسعه یافته و به‌وسیلهٔ شرکت فرانسوی یوبی‌سافت در ۱۱ نوامبر ۲۰۱۴ برای پلی‌استیشن ۳ و ایکس‌باکس ۳۶۰ و در سال ۲۰۱۵ برای مایکروسافت ویندوز منتشر شده است. نسخهٔ بازسازی شده آن در مارس ۲۰۱۸، برای کنسول‌های پلی‌استیشن ۴ و ایکس‌باکس وان عرضه شد. این بازی همچنین در دسامبر ۲۰۱۹ به عنوان بخشی از The Rebel Collection در کنار نسخهٔ پرچم سیاه برای نینتندو سوئیچ، و در اکتبر ۲۰۲۱ برای گوگل استادیا منتشر شد.
این بازی هشتمین قسمت از مجموعه اساسینز کرید، و دنباله بازی اساسینز کرید ۴: پرچم سیاه و همچنین مرتبط با اساسینز کرید ۳ و اساسینز کرید: وحدت است. این بازی نتوانست نقدهای مطلوبی را از آن خود کند و با نقدهای بسیار خوبی مواجه نشد. سرکش از طراحی جهان باز برخوردار بوده و همچنین بیشتر بازی در دریاها جریان دارد که از نسخه پرچم سیاه الهام گرفته است. در این قسمت نیز مخفی‌کاری بسیار کاربردی بوده و خنجر مخفی و اسلحهٔ گرم در اختیار بازیکنان گذاشته شده است.

## داستان
در سال ۲۰۱۴ آنالیزور گروه تحقیقاتی هلیکس که برای شرکت سرگرمی آبسترگو در مونترآل کار می‌کند بر روی دی‌ان‌ای و خاطرات شی مک‌کورمن کار می‌کند که یکی از اعضای فرقه اساسین بوده که به تمپلارها پیوسته و در طول جنگ هفت‌ساله در آمریکای شمالی حضور داشته است. این آنالیزور در این راه باعث آزاد شدن یک ویروس می‌شود و وایولت دا کوستا پس از خروج از آنیموس او را به دفتر ملانی لیمی برده که به‌طور کامل تخلیه شده است. او قصد دارد برای حل این مشکل مادهٔ ژنتیکی را نابود کند اما جوهانی استوبرگ مداخله کرده و می‌خواهد که تحقیقات ادامه داشته باشد.
در ابتدا شی یکی از اعضای فرقه اساسین را دنبال می‌کند و او نیز از حملات شی با جاخالی دادن فرار می‌کند. کمی بعد آشکار می‌شود که او لیام اُبراین دوست و هم‌وطن شی است. کمی بعد آن دو متوجه صدای شلیک توپ می‌شوند و به قرارگاهشان، جایی که لوئیس جوزف گوتیه، شوالیهٔ د لا ورندری منتظرشان است می‌روند. در آنجا شِی و شوالیه شروع به بحث می‌کنند و سپس یک درگیری فیزیکی بین آن‌ها به وجود می‌آید اما لیام دخالت کرده و آن‌ها را از هم جدا می‌کند و با شی به اردوی بریتانیایی‌ها حمله می‌کنند و بعد از کشتن سربازان، قاچاقچیان اسیر را آزاد می‌کنند. شی کشتی آن‌ها را برای خود تصاحب می‌کند و نامش را موریگان می‌گذارد. سپس به دنبال گرفوت، کشتی شوالیه می‌رود، در همین حین آنها می‌بینند که کشتی‌های بریتانیایی، کشتی شوالیه را مورد حمله قرار دادند و ما حملات آنها را با موفقیت دفع می‌کنیم.
سپس شی و لیام به مرکز فرماندهی حشاشین، خانهٔ اربابی دوانپورت (Davenport homestand) می‌روند و با ادواله که از بخش کارائیب گروه حشاشین است، ملاقات می‌کنند. ادواله با آشیل فرمانده حشاشین‌های آمریکا دربارهٔ زلزلهٔ سال گذشته‌ای که در پورتو پرنس رخ داده بحث می‌کنند. در همین حین شی به تمرین زیر نظر لیام می‌پردازد تا برای مأموریتی که به او داده می‌شود، آماده باشد. مأموریت او دنبال کردن دو شیء باستانی است که توسط تمپلارهای هائیتی دزدیده شده است. یک جعبه و یک نسخهٔ خطی.
شی با شوالیه و خبرچینش، له‌چاسئور ملاقات می‌کند و سپس راهی مونت ورنون، منزل لاورنس واشینگتن می‌رود تا یک محموله را رهگیری نماید. شی به ملک واشینگتن نفوذ می‌کند و شاهد ملاقات لاورنس با سه تمپلار دیگر، ساموئل اسمیت، جیمز واردروپ و جک ویکز است. لاورنس، اسمیت و واردروپ را مسئول حفاظت از جعبه و نسخهٔ خطی کرده است. لاورنس همان‌طور که در میان مهمانی‌ای که در باغش برگزار شده، قدم می‌زند به دست شی کشته می‌شود و سپس شی و لیام به اتفاق هم از آنجا فرار می‌کنند.
چند ماه بعد، شی، ساموئل اسمیت را در دریا می‌یابد و اسمیت در حالی که جعبه را در اختیار دارد، از دست او فرار می‌کند. اسمیت هرچند سعی دارد جلوی شی و کشتی‌اش، موریگان را با روغن‌های سوزانی که به آب می‌اندازد بگیرد اما شی او را تعقیب کرده و در نهایت او را در محل استقرارش در ترا نوا به دام انداخته و به قتل می‌رساند و جعبه را به دست می‌آورد.
در ۱۷۵۴، شی به آلبانی، نیویورک می‌رود تا جیمز واردروپ را بیابد. در آنجا شی با بنجامین فرانکلین و ویلیام جانسون ملاقات می‌کند. سپس او به قلعهٔ فردریک می‌رود و پس از به دام انداختن واردروپ، نسخهٔ خطی را از او پس می‌گیرد و هشدارهای واردروپ که به او می‌گوید دنیا در خطر می‌اندازد، بی‌اعتنایی می‌کند.
پس از اینکه هر دو جسم را به دست آوردند نزد فرانکلین می‌روند تا آن‌ها را راهنمایی نماید. فرانکلین دستگاهی را تعبیه کرده است که از برق صاعقه کمک گرفته، و می‌تواند اجسام را فعال نماید. اجسام هولوگرامی از کرهٔ زمین نشان می‌دهند که نور نقطه‌ای از آن در لیسبون، پرتغال سوسو می‌زند. آن‌ها با این اطلاعات نزد آشیل برمی‌گردند و او شی را مأمور می‌کند تا به لیسبون رفته و جسم بهشتی داخل معبد را به دست آورد.
در سال ۱۷۵۵، شی به اروپا می‌رسد و به سمت صومعه‌ی کارمو در قلب لیسبون حرکت می‌کند. در آنجا همان‌طور که کشیش در حال برگزاری مراسم است، چندین مکانیسم را فعال می‌کند تا راهی مخفی به سمت معبدی که در زیر صومعه قرار گرفته، باز شود. در آنجا شی مصنوع بهشتی را می‌یابد اما با برداشتن آن، زمین‌لرزهای شهر را می‌لرزاند و ساختمان‌ها شروع به فروریختن می‌کند. شی به سرعت از معبد خارج شده و با چابکی و اقبال از میان ساختمان‌هایی که در حال فروریختن است فرار کرده و به درون دریا شیرجه می‌زند. سپس شناکنان به کشتی‌اش برگشته و راهی مستعمرات سیزده‌گانه می‌شود.
به محض رسیدن به عمارت دوانپورت، او به آشیل حمله کرده و او را متهم می‌کند که می‌دانسته در پی انجام این مأموریت و برداشتن آن جسم چه اتفاقی رخ می‌دهد، همان‌طور که کمی بعد از آنکه فرانکو مک‌کاندال، یکی از مردهایش را به معبدی که در هاییتی کشف کرده بود، فرستاد زلزله‌ای عظیم در آنجا رخ داد. هر چند آشیل اصرار می‌کند که از شکل‌گیری چنین فاجعه‌ای آگاه نبوده، شی ادامه می‌دهد که فرمان او باعث قربانی شدن هزاران بی‌گناه شده است.
شی پس از این مجادله تصمیم گرفت نسخه خطی انسان‌های نخستین را بدزد تا از وقوع اتفاقات هولناک دیگر همچون زلزله لیسبون جلوگیری کند و همان شب به دنبال دستخط‌ها به داخل عمارت رفت تا با دزدیدن آن‌ها از اینکه حشاشین دیگر معابد را بیابند و شهرهای دیگری را نابود کنند، جلوگیری نماید. در این بین، آشیل او را هنگام دزدی دستخط‌ها می‌بیند و شی را به خیانت و دزدی از برادران و فرقه اش متهم می‌کند؛ او به شی می‌گوید ما مسئولیم که از آن دستخط محافظت کنیم زیرا که سرنوشت کل دنیا به آن دستخط‌ها بستگی دارد و شی در جواب می‌گوید ما با این دستخط‌ها باعث کشته شدن انسان‌های بی گناه و نابودی شهرها شدیم و این موضوع باید همین‌جا خاتمه پیدا کند. آشیل به شی می‌گوید اجازه نمی‌دهد تمام چیزها و دستاوردهایی که تا الان توسط فرقه ساخته شده است را نابود کند و وقتی می‌خواهد جلوی شی را بگیرد، در یک کشمکش شی از پنجرهٔ عمارت به بیرون می‌پرد و سعی می‌کند فرار کند.
شی همان‌طور که از دست حشاشینی که به دنبال او هستند فرار می‌کند به بالای صخره‌ای مشرف به خور می‌رسد و در محاصره قرار می‌گیرد. دوستان و برادران او به شی می‌گویند دستخط‌ها را پس بدهد و شی می‌گوید نمی‌تواند اجازه دهد انسان‌های بیشتری بخاطر این دستخط‌ها بمیرند و هنگامی که قصد داشت از بالای صخره به درون آب شیرجه بزند، یکی از حشاشین از پشت به او شلیک می‌کند و تیر به شانهٔ چپ شی اصابت می‌کند و موجب می‌شود او بر یک لبه فرود بیاید. شی گمان می‌کند که این تیر توسط لیام شلیک شده است. حشاشین گمان می‌برند او مرده و دستخط گم شده است اما شی ناهوشیار است و توسط بری و کسیدی فینگان و یک سرگرد تمپلار، جرج مونرو نجات پیدا کرده است.
چند هفتهٔ بعد، شی در خانه‌ای در نیویورک، جایی که فینگان‌ها از او مراقبت می‌کردند، به هوش آمد. همان‌موقع خانهٔ آن‌ها مورد حملهٔ گروه‌های اوباش محلی قرار گرفت و شی آن‌ها را شکست داده و از آنجا بیرون راند. کسیدی از آنجایی که لباس‌هایش در هنگام سقوط از بین رفته بود، لباس‌های پسرش را به او می‌دهد اما بَری سلاح‌های او را صحیح و سالم به او برمی‌گرداند. شی در بیرون خانه یکی از اعضای اوباش محلی را پیدا کرده و با استنتاق او، محل اختفای آن‌ها را می‌یابد.
سپس شی به محوطهٔ آن‌ها نفوذ کرده و پس از کشتن رهبر و پایین کشیدن پرچمشان، آن‌ها را از منطقه بیرون می‌کند. سپس او با جرج مونرو که خود را یکی از دوستان خانوادهٔ فینگان معرفی می‌کند، رو به رو می‌شود. در حالی که شی و مونرو در نیویورک قدم می‌زنند، او ماهرانه برای او فلسفهٔ تمپلارها را توضیح می‌دهد بدون آن‌که خود را عضوی از آن‌ها معرفی کند، هرچند شی به او شک کرده است. پس از آنکه به خانهٔ فینگان‌ها برمی‌گردند و او قدم‌های بعدی‌اش برای مبارزه با اوباش محلی را توضیح می‌دهد، مونرو از او می‌خواهد که یکی از متحدانش را به نام کریستوفر گیست، از اعدام به دست اوباش نجات دهد.
شی گیست را نجات می‌دهد و پس از کشتن اوباش، مقر فرماندهی‌شان را ضبط می‌کند. همان موقع شی با تعجب متوجه می‌شود که یک کشتی نزدیک این مقر فرماندهی در بندر پهلو گرفته و این کشتی، کشتی سابق خود، موریگان است. گیست به شی پیشنهاد می‌کند برای به دست آوردن کشتی‌اش و از بین برد باقیماندهٔ اوباش در منطقه به او کمک کند، در حالی که جاسوسان حشاشین با آن‌ها همکاری می‌کنند. سپس گیست برای موریگان خدمه‌ای فراهم می‌کند و خود را به عنوان دست راست ناخدا معرفی می‌کند و شی نیز این را می‌پذیرد. سپس این دو به سمت آلبانی حرکت می‌کنند تا به مونرو محلق شوند.
پس از دیدار مونرو متوجه می‌شوند که در آلبانی یک قلعهٔ فرانسوی در حال ایجاد اختلال در کارهای مونرو است و همچنین امنیت منطقه را نیز تهدید می‌کند. شی به قلعه حمله می‌کند و آن را تسخیر می‌کند. سپس متوجه می‌شود که له‌چاسر درون محوطه به انتظار او نشسته است. آن دو درگیر دوئلی می‌شوند که با پیروزی شی پایان می‌یابد. له‌چاسر آشکار می‌کند که عده‌ای از همراهانش در نیویورک در حال تولید گازهای سمی هستند تا علیه مسئولین مناطق استعماری به کار گیرند. شی برای جلوگیری از این اتفاق به نیویورک بازمی‌گردد.
در بازگشت مونرو به شی گزارش می‌دهد که زنی در نیویورک عملیات مجرمانه را از جمله تولید گازهای سمی را هدایت می‌کند. همچنین می‌گوید که بنجامین فرانکلین برای زنی در حال توسعهٔ یک سلاح است و از شی می‌خواهد با او دیدار کند. فرانکلین هنگامی که شی را می‌بیند شگفت‌زده می‌شود اما وقتی شی به او می‌گوید که برای جمع‌آوری اطلاعات دربارهٔ سلاح او آمده به او شک نکرده و نسخهٔ اولیه نارنجک‌انداز را به او می‌دهد. شی نیز با استفاده از آن تانکرهای گاز در نیویورک را از بین برده و جلوی تولید آن را می‌گیرد.
سپس شی به گیست و مونرو بر روی بام می‌پیوندد و آن‌ها در حالی که نابودی کارخانه را می‌بینند به او تبریک گفته و تأیید می‌کنند این عملیات جان آدم‌های بی‌شماری را نجات داده است. کمی بعد ویکز و جانسون نیز به آن‌ها می‌پیوندند تا به شی تبریک گفته و سپس برای جشن گرفتن این موفقیت به می‌کده بروند. در طول سال آینده شی خود را به عنوان یک مهرهٔ ارزشمند در میان تمپلارها ثابت می‌کند.
کمی بعد شی متوجه می‌شود که مونرو در نبرد قلعهٔ هنری به دردسر افتاده است. ویکز به شی خبر می‌دهد که مونرو در حال وارد شدن به کمین آبه‌ناکی‌ها است. شی به کمک مونرو رفته و او و مردانش را به سلامت از کمین آبه‌ناکی‌ها می‌گذراند اما حضور او توسط کسه‌گوواسه تشخیص داده می‌شود. شی نزد تمپلارها بازگشته و آن‌ها به او می‌گویند که کسه‌گوواسه در حال تدارک یک حملهٔ دیگر است و آن‌ها می‌خواهند با او مبارزه کنند. شی نسخهٔ خطی را به مونرو می‌دهد زیرا اعتقاد دارد نزد او بیشتر در امان است. شی با آن‌ها مقابله می‌کند و جان بسیاری از روستانشینان اونِیدا را نجات می‌دهد. سپس به همراه مونرو به سمت آلبانی می‌رود و می‌بینند که شهر در آشفتگی است و با نیروهای کسه‌گوواسه در حال نزاع هستند. شی کسه‌گوواسه را می‌کشد اما در همین حال لیام به دنبال نسخهٔ خطی مونرو را می‌کشد. در پی مرگ مونرو، شی با سردستهٔ تمپلارها یعنی هیتام کنووی دیدار می‌کند.
شی دربارهٔ پیدا کردن معبد توسط حشاشین و عواقب آن با هیتام صحبت می‌کند. سپس به اقیانوس اطلس می‌رود و با جیمز کوک که افسر نیروی دریایی پادشاهی انگلستان است، دیدار می‌کند. سپس آن‌ها به لوئیسبرگ می‌روند تا از رسیدن نیروهای فرانسوی به آنجا جلوگیری نمایند. شی، هیتام و گیست در ریور ولی به دنبال ادواله می‌روند و پس از جنگی دریایی با نیروی دریایی حشاشین شی او را در یک دهکده دنبال کرده و در حالی که حواسش توسط هیتام پرت می‌شود، او را به قتل می‌رساند. هرچند این قتل نمی‌تواند جلوی نقشهٔ آشیل را بگیرد.
شی همچنان گروه‌های مسلح وابسته به حشاشین را در نیویورک از بین می‌برد. کمی بعد به همراه ویکز لباس اوباشان حشاشین را می‌پوشند به یک قلعهٔ بریتانیایی دستبرد می‌زنند. به همین دلیل نیروهای بریتانیا به جنگ با اوباشان نیویورک برمی‌خیزند و شی می‌تواند هوپ را بیابد و او را بکشد. شی می‌تواند به عمارت وارد شده و از نورگیر روی سقف به حرف‌های هوپ و لیام در انبار گوش دهد. هوپ به ظاهر موفق شده تا سلاح فرانکلین را به کار گیرد و به لیام یک آدرس جدید از معبد می‌دهد. شی، هوپ را تعقیب می‌کند و هوپ نیز او را مسموم می‌کند. شی در همین حال درون نیویورک به دنبال او می‌رود و پس از قتل او پادزهر موردنیازش را می‌خورد. اوباشان نیویورک نیز رهبر خود را از دست می‌دهند.
شی مکان شوالیه را پیدا کرده و از کوک می‌خواهد به او یاری برساند. سپس او می‌تواند شوالیه را بکشد اما می‌فهمد که او تنها یک عامل حواس‌پرتی بوده تا آشیل و لیام بتوانند به مقصد خود برسند. وقتی مقصد واقعی لیام و آشیل را می‌فهمند، شی و هیتام به دنبال آن‌ها می‌روند تا از پیدا کردن قطعهٔ بهشتی توسط آن‌ها جلوگیری کنند و نگذارند زمین‌لرزه‌ای دیگر اتفاق بیفتد. در حالی که آشیل اشتباهش دربارهٔ نپذیرفتن نظر شی می‌پذیرد، لیام شی را محکوم به خیانت می‌کند و پس از یک کشمکش به قطعهٔ بهشتی برخورد کرده و باعث راه اندازی زمین‌لرزه می‌شود. شی، لیام را در میان غارهای متزلزل تعقیب می‌کند و هیتام نیز به دنبال آشیل می‌رود. شی و لیام در حالی که با یکدیگر درگیرند سکوی یخی زیرپایشان می‌شکند و آن‌ها بر یخ‌ها می‌افتند. لیام می‌میرد و در آخرین لحظات نسخهٔ خطی را به شی می‌دهد. شی نیز به احترام دوستی‌شان کلاه شنلش را دوباره بر سرش می‌گذارد.
شی به ساحل بازمی‌گردد و می‌بیند هیتام به روی آشیل اسلحه کشیده است. شی جلوی او را می‌گیرد و می‌گوید که اگر او را بکشد حشاشین باز هم به جستجوی کورکورانهٔ خود ادامه می‌دهند. هیتام می‌پذیرد اما به پای آشیل شلیک می‌کند که همین باعث فلجی او در آینده می‌شود. هیتام به شی می‌گوید که حال نوبت پیدا کردن جعبهٔ جادویی است اما شی خاطرنشان می‌کند که آن می‌تواند توسط شوالیه به هرجایی از دنیا فرستاده شده باشد و این جستجو می‌تواند سال‌ها طول بکشد.
این جستجو شی را در سال ۱۷۷۶ به پاریس می‌رساند. او در آنجا فرانکلین را ملاقات می‌کند و چندین نفری که او را دنبال می‌کنند، می‌کشد. سپس به همراه او به کاخ ورسای می‌رود. او در آنجا چارلز دوریان (پدر اساسین اصلی در بازی اساسین کرید وحدت یعنی آرنو دوریان) را می‌یابد که جعبه را در اختیار دارد و او را با احتیاط به قتل رسانده و جعبه را به دست می‌آورد. چارلز در آخرین کلماتش به او می‌گوید که پس تو همان خاین هستی! (اشاره به خیانت به اساسین‌ها و کشتن آن‌ها). انقلاب آمریکا و کانر (اساسین دیگری که در بازی اساسین کرید ۳ نقش اصلی می‌باشد) بساط کارهای تمپلارها را به هم می‌زنند اما شی می‌گوید که تمپلارهای باید در پی انقلاب خودشان باشند.
پس از پایان مأموریت‌ها، آنالیزورها ملانی، وایولت و برگ کار او را آنالیز می‌کنند و برگ می‌گوید که این می‌تواند پیامی برای حشاشین مدرن باشد که آن‌ها دنبال آزادی نیستند. سپس برگ به آنالیزور می‌گوید که او و ملانی و وایولت همه عضو تمپلارها هستند و به او نیز حق انتخاب می‌دهند که یا به آن‌ها بپیوندد یا کشته شود اما پیش از آن‌که انتخابش را بکند، صفحه سیاه می‌شود.

## نقدها
| گردآورنده | امتیاز                                                       |
| --------- | ------------------------------------------------------------ |
| متاکریتیک | PS3: ۷۲/۱۰۰ X360: ۷۲/۱۰۰ PC: ۷۴/۱۰۰ PS4: ۷۱/۱۰۰ XONE: ۷۱/۱۰۰ |

| ناشر                    | امتیاز  |
| ----------------------- | ------- |
| دستراکتید               | 5.5/10  |
| الکترونیک گیمینگ مانثلی | 8.5/10  |
| یوروگیمر                | 8/10    |
| گیم اینفورمر            | 8.25/10 |
| گیم‌اسپات                | 6/10    |
| گیمز ریدار+             | [ ۱۵ ]  |
| گیم‌تریلرز               | 7.2/10  |
| آی‌جی‌ان                  | 6.8/10  |
| جویستیک                 | [ ۱۸ ]  |
| VideoGamer.com          | 7/10    |